# Pittsburgh Miners
Os Pittsburgh Miners foram um clube de futebol profissional com sede em Pittsburgh, Pensilvânia. Eles eram membros da American Soccer League em 1975, mas desistiram no final da temporada após terminar com um recorde negativo.

## História
Joe Luxbacher foi o maior artilheiro da equipe com seis gols e 4 assistências.